# Graig (Newport)
Pour les articles homonymes, voir Graig.
Graig est un quartier de la ville de Newport, au pays de Galles, disposant du statut de communauté.

## Géographie
Graig se situe à l'ouest du centre-ville de Newport, de l'autre côté de l'autoroute M4. L'Ebbw (en) forme la limite septentrionale de la communauté, qui comprend également les villages et hameaux de Bassaleg (en), Lower Machen (en) et Rhiwderin (en).

## Démographie
Au recensement de 2011, la communauté de Graig comptait 6 159 habitants.